# ラウルテラ・プランティコラ

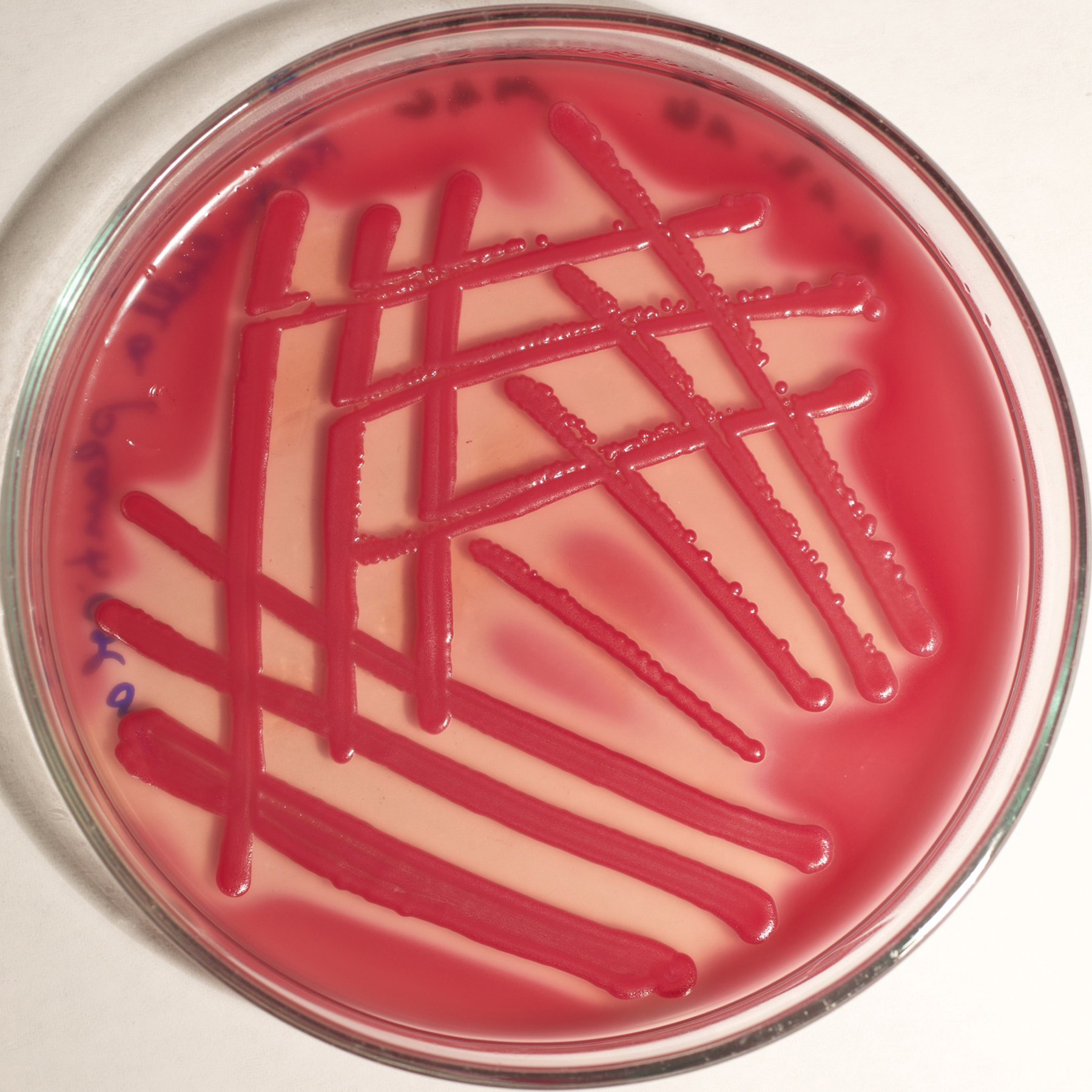
マクコンキー寒天上の本種。

ラウルテラ・プランティコラ（Raoultella planticola）は、グラム陰性菌の一種。ラウルテラ属に属する。

## 概要
Cd-1株などの株がこれまでに特定されている。
少なくとも1例の重症膵炎における、合併症の原因として特定されている。また、菌血症や食中毒を引き起こす事もある。
以前はクレブシエラ属に分類されていたが、2001年、他のいくつかのクレブシエラ属菌とともに再分類された。1980年代後半には、Zymomonas mobilis由来のプラスミドを挿入することによって遺伝子組み換えされた。